# Drina (geslacht)
Drina is een geslacht van vlinders van de familie Lycaenidae.

## Soorten
- D. cowani Corbet, 1940
- D. donina (Hewitson, 1865)
- D. mariae Eliot, 1969